# Sterling Motor Car Company
Sterling Motor Car Company war ein US-amerikanischer Hersteller von Automobilen.

## Unternehmensgeschichte
Alonzo R. Marsh verließ die Vulcan Manufacturing Company in Ohio und kehrte in seine Heimatstadt Brockton in Massachusetts zurück. Dort gründete er im Dezember 1914 zusammen mit seinen Brüdern das neue Unternehmen. Es sollte als Nachfolgegesellschaft der American Motor Company angesehen werden. Im Juni 1915 war der erste Prototyp fertig. Daraufhin begann die Produktion von Automobilen. Der Markenname lautete Sterling. Im Mai 1916 endete die Produktion. Das Werk wurde von der Consolidated Ordnance Company übernommen, die ebenfalls Marsh gehörte.

## Fahrzeuge
Im Angebot stand nur ein Modell. Es hatte einen Vierzylindermotor mit 13 PS Leistung. Das Fahrgestell hatte 259 cm Radstand. Überliefert sind Roadster für 550 US-Dollar und Tourenwagen für 650 Dollar.

## Übersicht über Pkw-Marken aus den USA, dieSterlingbeinhalten
| Marke             | Hersteller                                   | Vermarktungsbeginn | Vermarktungsende | Ort, Bundesstaat           |
| ----------------- | -------------------------------------------- | ------------------ | ---------------- | -------------------------- |
| Ams-Sterling      | Amston Motor Car Company                     | 1917               | 1918             | Bridgeport, Connecticut    |
| Sterling          | Sterling Automobile & Engine Company         | 1901               | 1902             | Sterling, Illinois         |
| Sterling          | Springfield Cornice Works                    | 1901               | 1901             | Springfield, Massachusetts |
| Sterling          | Sterling Machine Works                       | 1909               | 1909             | Sterling, Illinois         |
| Sterling          | Elkhart Motor Car Company                    | 1909               | 1911             | Elkhart, Indiana           |
| Sterling          | Sterling Motor Car Company                   | 1915               | 1916             | Brockton, Massachusetts    |
| Sterling          | Consolidated Motor Car Company (Connecticut) | 1920               | 1920             | Middlefield, Connecticut   |
| Sterling-Knight   | Sterling-Knight Company                      | 1920               | 1926             | Warren, Ohio               |
| Sterling-New York | Sterling Automobile Manufacturing Company    | 1915               | 1916             | New York City, New York    |